# Nie mów nikomu (film)
Nie mów nikomu – francuski thriller z 2006 roku, który powstał na podstawie powieści Harlana Cobena pod tym samym tytułem Nie mów nikomu (Ne le dis à personne).

## Główne role
- François Cluzet – Doktor Alexandre Arnaud Alex Beck
- Marie-Josée Croze – Margot Beck
- André Dussollier – Jacques Laurentin
- Kristin Scott Thomas – Hélène Perkins
- François Berléand – Eric Levkowitch
- Nathalie Baye – Elysabeth Feldman
- Jean Rochefort – Gilbert Neuville
- Marina Hands – Anne Beck
- Gilles Lellouche – Bruno
- Philippe Lefebvre – porucznik Philippe Meynard
- Florence Thomassin – Charlotte Bertaud
- Olivier Marchal – Bernard Valenti
- Guillaume Canet – Philippe Neuville
- Mika’ela Fisher – Zak

## Fabuła
Alex i Margot Beckowie to małżeństwo. Po ślubie podczas miesiąca miodowego Margot zostaje zamordowana. Sprawca zostaje znaleziony, ale nie przyznaje się do winy. Mija 8 lat. Alex jest lekarzem pediatrą, który nie pozbierał się po tragedii, przeżywa załamanie nerwowe. Jedyną osobą, której ufa, jest Helene Perkins. Nagle dowiaduje się, że śledztwo w sprawie śmierci jego żony zostało wznowione. Tego samego dnia Alex dostaje maila video, ukazującego jego żywą żonę w metrze.